# 제리 리 루이스
제리 리 루이스(Jerry Lee Lewis, 1935년 9월 29일 ~ 2022년 10월 28일)는 미국의 싱어송라이터, 음악가, 피아노 연주자다. 종종 더 킬러(The Killer)라는 별명으로 불리면서 "로큰롤 최초의 야생적 남자"로 묘사된다.
로큰롤 및 로커빌리 음악의 개척자 루이스는 1956년 멤피스의 선 레코드에서 첫 녹음을 한다. 〈Crazy Arms〉는 남부에서 300,000장이 팔렸지만 1957년 히트곡 〈Whole Lotta Shakin' Goin' On〉으로 비로소 세계적 스타의 반열에 오른다. 그 뒤 〈Great Balls of Fire〉, 〈Breathless〉, 〈High School Confidential〉를 발매했다. 그러다 23세의 나이에 13세 사촌과의 결혼으로 인해 그의 로큰롤 경력은 위기를 맞는다. 사건 이후로 소폭적 성공을 이어갔고 점차 그의 인기도 식어갔다. 특히 그의 라이브 공연 비용은 하룻밤 $10,000에서 $250로 곤두박칠쳤다. 그는 다시 이전의 유명세를 회복하려고 굳게 다짐한다.
1960년대 초반에는 레이 찰스의 〈What'd I Say〉 커버 등 몇 예외를 제외하면 차트 성공을 하지 못했다. 당시 그의 라이브 공연은 극히 거칠고 정력적이었다. 1964년 라이브 음반 《Live at the Star Club, Hamburg》은 많은 음악 평론가와 팬들로부터 록 음반 역사상 가장 거칠고 훌륭한 라이브 음반으로 평가받고 있다. 1968년에는 컨트리 음악으로 종목을 바꿔 〈Another Place, Another Time〉 등 히트곡을 배출했다. 이즈음 그의 경력에 다시 불이 붙어 1960년대와 1970년대 사이 컨트리 웨스턴 차트에서 정기적으로 정상에까지 오르게 되었다. 70년간의 경력동안 30곡을 빌보드 컨트리 앤 웨스턴 차트에서 10위 내로 진입시켰다. 1위 컨트리 히트곡으로는 〈To Make Love Sweeter for You〉, 〈There Must Be More to Love Than This〉, 〈Would You Take Another Chance on Me〉, 〈Me and Bobby McGee〉 등이 있다.
루이스는 이후 수십년간 성공을 지속했고 빅 보퍼의 〈Chantilly Lace〉나 맥 빅케리의 〈Rockin' My Life Away〉의 커버를 하는 등 과거 자신의 로큰롤을 수용하고도 있다. 21세기에도 루이스는 계속해 세계적 순회공연을 하고 새로운 음반을 발매하고 있다. 《Last Man Standing》는 지금껏 가장 많이 팔린 그의 음반으로 전 세계에서 1백만 장 넘게 팔렸다. 후속 음반 《Mean Old Man》 또한 그의 경력에서 손꼽힐만한 판매량을 자랑했다.
루이스는 록과 컨트리 부문 모두에서 12개 골든 레코드를 획득했다. 수번 그래미상에서 수상했고, 그중 평생 공로상이 포함된다. 1986년 로큰롤 명예의 전당에 헌액되었고, 장르에의 선구자적 공헌으로 로커빌리 명예의 전당에서도 헌액되었다. 또한 멤피스 음악 명예의 전당 최초 헌액자 중 한 명이다. 데니스 퀘이드가 출연한 1989년작 《그레이트 볼스 오브 파이어》는 그의 삶을 연대순으로 기록한 영화다. 2003년 《롤링 스톤》은 그의 박스 세트 《All Killer, No Filler: The Anthology》를 역대 가장 위대한 음반 500장 명단에서 242위로 올렸다. 2004년, 이들의 역대 가장 위대한 아티스트 100인에서는 24위를 차지했다. 루이스는 조니 캐시, 칼 퍼킨스, 로이 오비슨, 엘비스 프레슬리가 참여한 선 레코드 밀리언 달러 콰르텟과 음반 《Class of '55》의 멤버였다.